# Ферденское епископство
Княжество-епископство Ферден (нем. (Hoch)Stift Verden) — духовное княжество в составе Священной римской Империи, существовавшее с 1180 по 1648 год. Располагалось к северу от центра Нижней Саксонии. По Вестфальскому миру 1648 года было секуляризовано и передано Швеции в составе герцогства Бремен-Ферден.

## География
Территория епископства включала восточную часть нынешнего округа округа Ферден (граница проходила между Лангведелем и Этельзеном), южную часть округа Ротенбург-на-Вюмме и части округов Зольтау-Фаллингбостель и Харбург.

## История
Ферденское епископство было основано в Фердене около 800 г. в качестве епископской резиденции и первоначально входило в метрополию Майнц. Первоначально находившееся в личной унии с аббатством Аморбах в Оденвальде, епископство уже в IX веке подпало под влияние региональной знати в лице Биллунгов, которые предпочитали выдвигать на епископский престол монахов аббатства Корби или представителей своей семьи, вроде Амелунга и Бруна.
В 985 году епископ Эрп от несовершеннолетнего императора Оттона III и его матери императрицы Феофано получил рыночное, монетное, таможенное право и баналитет в Штурмигау, что стало основой будущей власти епископства. В 1195 году епископ Рудольф фон Холле построил замок Ротенбург в качестве форпоста против соседнего архиепископства Бремен, который впоследствии неоднократно использовался в качестве резиденции. С начала XIII века епископство управлялось в основном местными священнослужителями и участвовало в региональных конфликтах, но с XIV века находилось под контролем папских комиссий. Однако это усилило влияние соборного капитула, тем более что епископы теперь в большинстве своем были чужеземцами.
Княжество-епископство Ферден принадлежало к Нижнерейнско-Вестфальскому имперскому округу, имело один полный голос в духовной скамье в рейхстаге и по матрикулу 1522 года должно было выставлять 5 всадников и 24 пехотинца, также выплачивая 60 гульденов.
С 1558 года в епископстве и хохштифте происходила смена веры с католицизма на лютеранство, которая была завершена через десять лет принятием церковного устава администратором Эберхардом фон Холле. Во время Тридцатилетней войны в 1630 году в результате реституционного эдикта императора Фердинанда II в Ферден снова прибыл католический епископ Франц Вильгельм фон Вартенберг, который смог продержаться там до 1634 года. С тех пор католическая церковь была представлена только апостольским викариатом Северной Германии.
В 1648 году по Вестфальскому миру княжество-епископство было секуляризовано, и объединённое с Бременских архиепископством в качестве герцогства Бремен-Ферден было передано Швеции.

## Герб
Геральдический язык: «В серебре чёрный лапчатый крест».
Самое старое изображение креста можно найти на печати, датируемой 1338 годом.